# Cuspidariidae
Cuspidariidae zijn een familie van tweekleppigen uit de superorde Anomalodesmata.

## Geslachten
- Austroneaera Powell, 1937
- Bathyneaera Scarlato & Starobogatov, 1983
- Cardiomya Adams, 1864
- Cuspidaria Nardo, 1840
- Jeffreysomya F. Nordsieck, 1969
- Krylovina Valentich-Scott, 2012
- Leiomya A. Adams, 1864
- Luzonia Dall & Smith in Dall, 1890
- Myonera Dall & E. A. Smith, 1886
- Nordoneaera Okutani, 1985
- Octoporia Scarlato & Starobogatov, 1983
- Plectodon Carpenter, 1865
- Pseudogrippina B. A. Marshall, 2002
- Rengea Kuroda & Habe in Kuroda, Habe & Oyama, 1971
- Rhinoclama Dall & E. A. Smith, 1886
- Soyomya Okutani, 1985
- Tropidomya Dall & E. A. Smith, 1886
- Vulcanomya Dall, 1886